# Saucarí
Saucarí é uma província da Bolívia localizada no departamento de Oruro, sua capital é a cidade de Toledo.